# Svetlana Zabolúyeva
Svetlana Aleksándrovna Zabolúyeva, en ruso: Александровна Заболуева, en su primer matrimonio Antípova, Антипова, en el segundo Belova, Белова (nacida el 20 de agosto de 1966 en Mytishchi, Rusia), es una exjugadora de baloncesto rusa.  Consiguió 5 medallas en competiciones internacionales, dos con Unión Soviética, una con la CEI y otras dos con Rusia. 